# Pawluki
Pawluki – wieś w Polsce położona w województwie lubelskim, w powiecie włodawskim, w gminie Hanna na lewym brzegu Bugu, naprzeciwko wsi Charsy. Do odległej o 8 km siedziby gminy prowadzi droga wojewódzka nr 816.
W latach 1975–1998 miejscowość administracyjnie należała do województwa bialskopodlaskiego.
Wieś jest sołectwem w gminie Hanna. Według Narodowego Spisu Powszechnego z roku 2011 wieś liczyła 59 mieszkańców.
Wierni Kościoła rzymskokatolickiego należą do parafii Podwyższenia Krzyża Świętego w Dołhobrodach lub do parafii św. Augustyna w Różance.

## Nazwa
Nazwa miejscowości ma charakter rodowy, najprawdopodobniej pochodzi od ruskiego nazwiska patronimicznego utworzonego od imienia Paweł.

## Części wsi
| SIMC    | Nazwa     | Rodzaj    |
| ------- | --------- | --------- |
| 0012411 | Pod Górą  | część wsi |
| 0012428 | Siedliska | część wsi |

## Historia
W okresie Rzeczypospolitej Obojga Narodów wieś leżała w powiecie brzeskim województwa brzeskolitewskiego.
W XIX w. wieś znajdowała się w gminie Sławatycze w powiecie bialskim guberni siedleckiej.
W okresie międzywojennym Pawluki należały do gminy Sławatycze w powiecie bialskim (od 1923 r. – włodawskim) województwa poleskiego. Według spisu powszechnego z 1921 r. była to wieś licząca 21 domów. Mieszkały tu 123 osoby: 69 mężczyzn, 54 kobiety. Pod względem wyznaniowym 117 było rzymskimi katolikami, a 6 prawosławnymi. Wszyscy mieszkańcy deklarowali narodowość polską.
W Pawlukach urodził się Stefan Łobacz (1892-1945), poseł na Sejm w latach 1922–1927.